# 福克斯湾

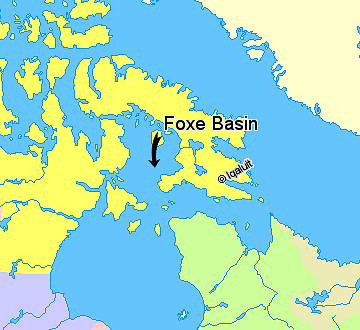
福克斯湾。
努纳武特地区
格陵兰
魁北克省
纽芬兰-拉布拉多省
马尼托巴省

福克斯湾（英語：Foxe Basin）位于加拿大北部努纳武特地区，东部和北部为巴芬岛，西靠梅尔维尔半岛，南有南安普敦岛和福克斯半岛之间的福克斯海峡与哈得孙湾相通，海峡除盛夏时期以外，全年大部分时间处于冰封状态。长500公里，宽320～400公里，最深处为460米。海湾内有查尔斯王子岛，艾尔福斯岛，罗利岛等岛屿。北极圈从海湾中部横穿。海湾内栖息有众多大型海洋哺乳动物。
福克斯湾的名字是为纪念1631年为寻找西北航道航行到此的英国探险家卢克·福克斯。